# Matra Rancho
Matra Rancho – jeden z pierwszych kombivanów produkowany przez francuską firmę Matra w latach 1977–1984, oparty na Simce 1100. Dostępny jako 3-drzwiowy kombivan. Do napędu użyto silnika OHV R4 o pojemności 1,4 litra. Moc przenoszona była na oś przednią poprzez 4-biegową manualną skrzynię biegów. Łącznie wyprodukowano 57.792 egzemplarzy modelu Rancho

## Dane techniczne
- R4 1,4 l (1442 cm³), 2 zawory na cylinder, OHV
- Układ zasilania: gaźnik
- Średnica × skok tłoka: 76,70 mm × 78,00 mm
- Stopień sprężania: 9,5:1
- Moc maksymalna: 81 KM (59,7 kW) przy 5600 obr./min
- Maksymalny moment obrotowy: 119 N•m przy 3000 obr./min
- Prędkość maksymalna: 145 km/h

## Galeria

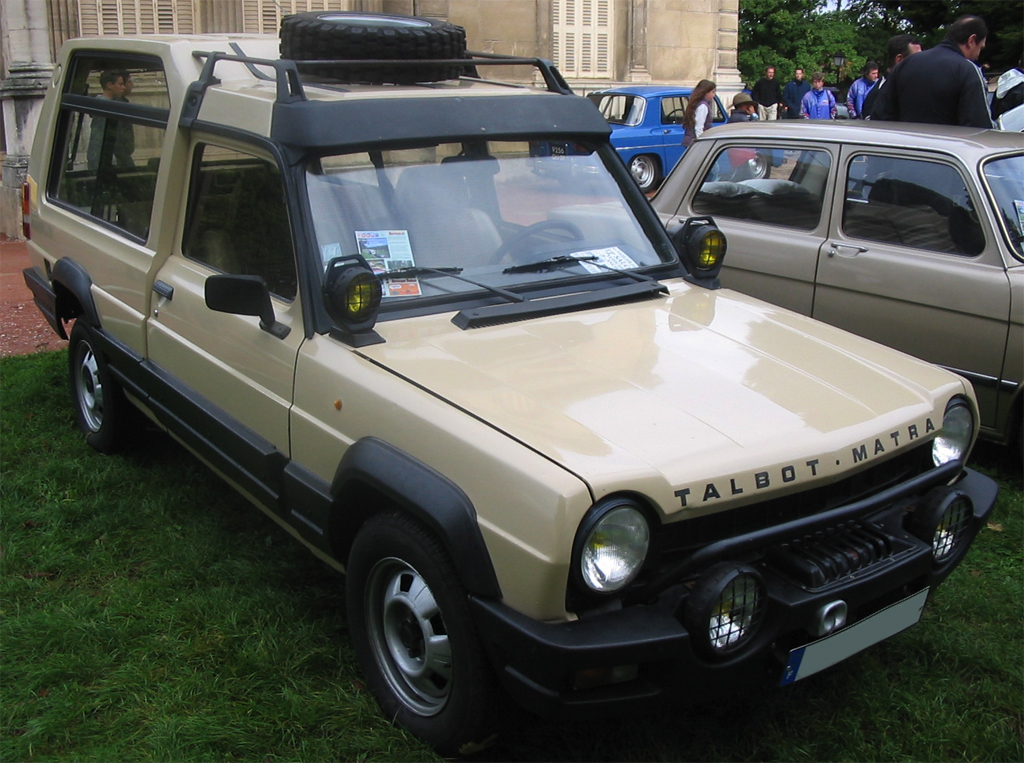
Matra Rancho
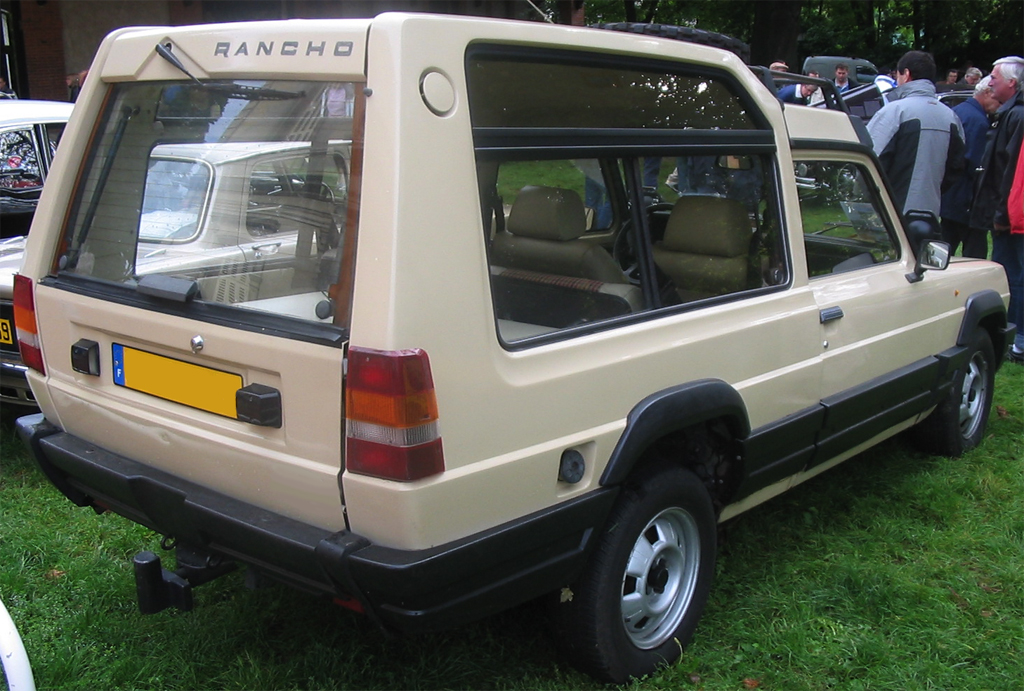
Matra Rancho
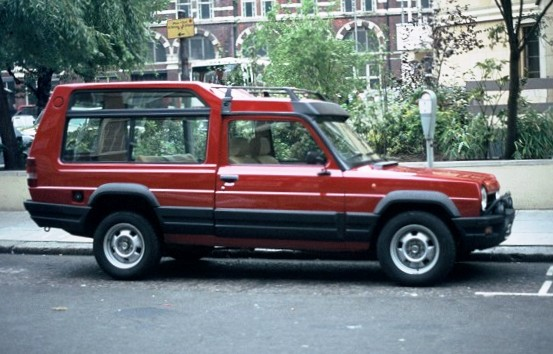
Matra Rancho
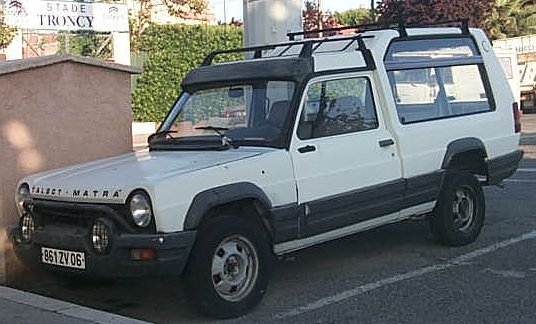
Talbot Matra Rancho